# Pitcairnia rectiflora
Pitcairnia rectiflora är en gräsväxtart som beskrevs av Werner Rauh. Pitcairnia rectiflora ingår i släktet Pitcairnia och familjen Bromeliaceae. Inga underarter finns listade i Catalogue of Life.